# Complicity (film, 1995)
Pour les articles homonymes, voir Complicity.
Complicity (titre italien : L'intesa) est un film érotique italien réalisé par Antonio D'Agostino, sorti en 1995.

## Synopsis
Les vicissitudes d'un couple qui, après le feu de la passion, introduit un troisième personnage dans son ménage.

## Fiche technique
- Titre : Complicity
- Titre original : L'inteza
- Réalisation : Antonio D'Agostino
- Scénario : Antonio D'Agostino, d'après Pier Paolo Pasolini
- Origine : Italie
- Durée : 1h34
- Format : couleurs

## Distribution
- Zara Whites
- Antonio Zequila
- Pascal Persiano
- Emy Valentino
- Maddalena Stradivari
- Emiliano Diotellevi
- Edoardo Velo
- Roberto Ceccacci
- Antonio Ruffo